# Arley Montoya
Pour les articles homonymes, voir Montoya.
Montoya  Ortiz est un nom espagnol. Le premier nom de famille, en général paternel, est Montoya ; le second, en général maternel, souvent omis, est Ortiz.
Arley de Jesús Montoya Ortiz (né le 11 juin 1986) est un coureur cycliste colombien.

## Palmarès
- 2005
  - 3e du Tour de Colombie espoirs
- 2007
  - 6e étape du Tour de Colombie espoirs
- 2008
  - 3e étape du Tour de Colombie espoirs
- 2013
  - 8e étape du Tour du Guatemala
  - 2e de la Clásica de Anapoima
- 2015
  - 2e étape de la Vuelta a Antioquia

## Classements mondiaux
| Année            | 2013 |
| ---------------- | ---- |
| UCI America Tour | 144e |